# Tetrarhanis simplex
Tetrarhanis simplex är en fjärilsart som beskrevs av Aurivillius 1895. Tetrarhanis simplex ingår i släktet Tetrarhanis och familjen juvelvingar. Inga underarter finns listade i Catalogue of Life.